# Camila Cabello
Karla Camila Cabello Estrabao (engleză: [kə'mi'lə kəˈbeɪoʊ], spaniolă: [ka'mila ka'beʎo]; n. 3 martie 1997, Benito Juárez, Ciudad de México, Mexic) este o cântăreață și textieră cubanezo-mexicano-americană. Aceasta a obținut faimă ca parte a trupei Fifth Harmony, format în timpul celui de-al doilea sezon al emisiunii The X Factor, în anul 2012. Grupul a semnat ulterior un contract cu companiile de înregistrări Syco Music și Epic Records, lansând un extend play și două albume de studio.
Cabello s-a lansat ca artistă solo prin câteva colaborări, notabil cea cu Machine Gun Kelly pentru single-ul „Bad Things” care a ajuns pe locul patru în clasamentul Billboard Hot 100 din Statele Unite. În urma părăsirii formației Fifth Harmony în luna decembrie a anului 2016, artista și-a lansat primul single solo, „Crying in the Club”, care a obținut un succes moderat. Reorientându-și muzica către piese cu influențe latino, albumul de debut omonim Camila (2018) a debutat pe prima poziție a topului Billboard 200, promovat cu ajutorul single-ului „Havana". Acesta a ajuns pe locul unu în numeroase clasamente din întreaga lume, inclusiv în Statele Unite și Regatul Unit.
La 20 iunie 2019 artista a colaborat împreună cu iubitul ei, Shawn Mendes și au lansat melodia „Señorita” care s-a bucurat de un succes enorm ajungând în scurt timp pe locul 1 în preferințele ascultătorilor din toată lumea (inclusiv România). Pe platforma de muzică, Spotify, duetul celor doi artiști a atins un succes impresionant și a ajuns în mai puțin de o săptămână cel mai ascultat duet dintre o cântăreață și un cântăreț.

## Biografia
Cabello s-a născut în Ciudad de México, Mexic , fiind fiica lui Sinuhe Estrabao și Alejandro Cabello. Aceasta este de origine cubanezo-mexicană, tatăl ei fiind originar din Ciudad de México. De-a lungul copilăriei, Cabello și familiei au locuit atât în Havana cât și Mexico City, înainte de a se stabili la Miami, Florida. Aceasta a urmat cursurile liceului Miami Palmettol, însă a renunțat la școală în anul 2012, în timpul clasei a noua, pentru a urmări o carieră în muzică.

## Cariera

### 2012–2016:The X Factorși Fifth Harmony

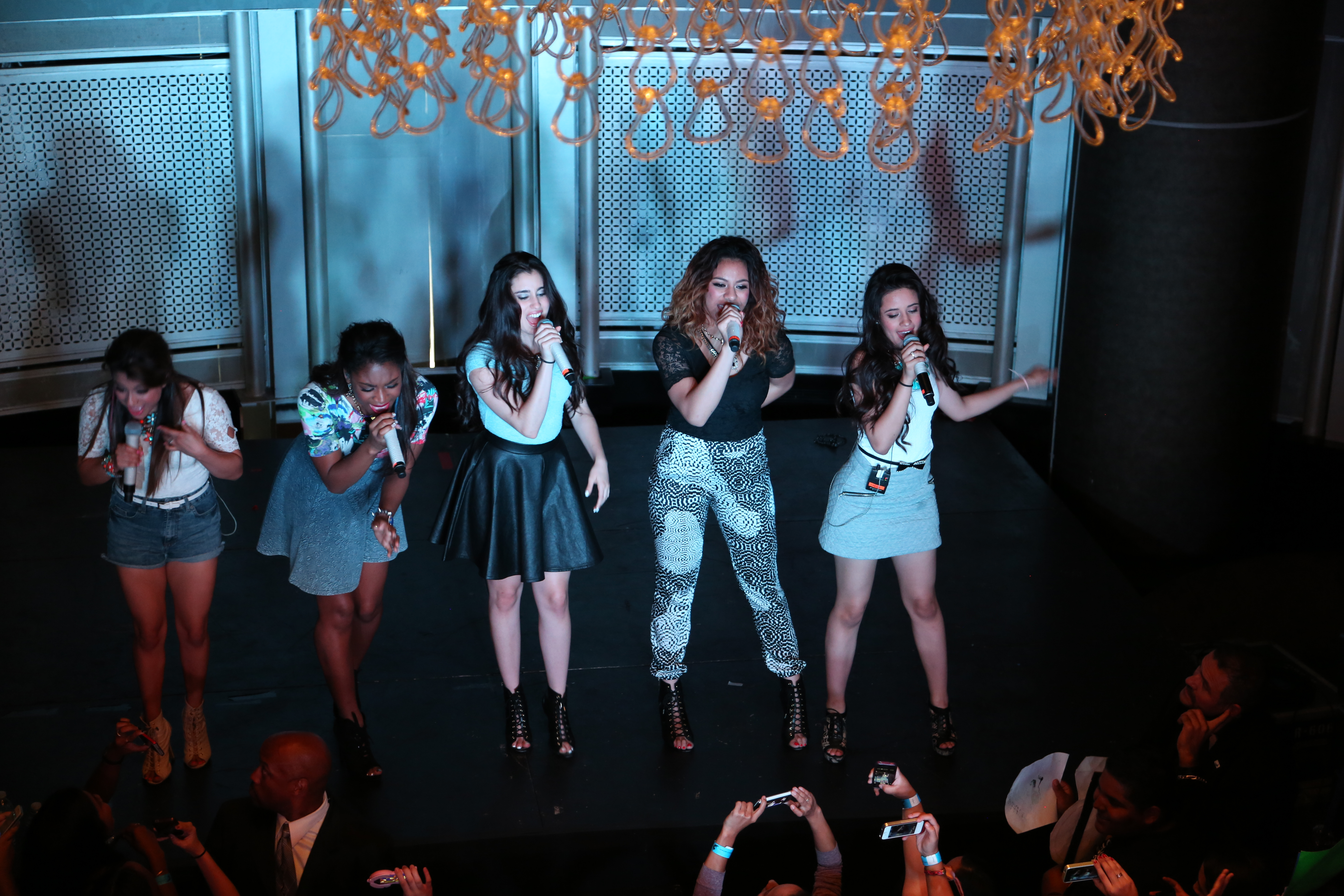
Cabello (dreapta) împreună cu Fifth Harmony în anul 2013.

Camila Cabello a dat o audiție la emisiunea The X Factor în Greensboro, North Carolina, cântând piesa Arethei Franklin, „Respect”. Cu toate acestea, audiția ei nu a fost difuzată deoarece emisiunea nu a primit drepturile de autor pentru melodie. În urma eliminării din „bootcamp”, Cabello a fost chemată spre a se alătura celorlalte concurente, Ally Brooke, Normani Kordei, Lauren Jauregui, și Dinah Jane, pentru a forma formația de fete cunoscută ulterior sub numele de Fifth Harmony. Grupul a semnat un contract cu casa de discuri Syco Music, deținută de Simon Cowell și Epic Records.
Trupa a lansat EP-ul Better Together (2013), precum și albumele de studio Reflection (2015) și 7/27 (2016). Cele două din urmă au generat single-urile „Worth It” și „Work from Home”, ambele devenind șlagăre de top 10 în numeroase clasamente din întreaga lume. Între anii 2013 și 2016, Cabello a cântat alături de Fifth Harmony în câteva turnee.
La decembrie 2016, formația a anunțat plecarea lui Cabello, explicând diferite circumstanțe ale deciziei. Un jurnalist de la revista Billboard a vorbit despre timpul petrecut de artistă în grup, observând faptul că „este destul de neobișnuit ca cineva să iasă în evidență atât de mult într-un colectiv așa cum a făcut Cabello în ultimii ani”.

### 2016–prezent: Cariera solo și albumulCamila
În noiembrie 2015, Cabello a colaborat împreună cu cântărețul canadian Shawn Mendes pentru un duet intitulat „I Know What You Did Last Summer”, cântec pe care l-au compus împreună. Single-ul a ajuns pe locul 20 în Statele Unite și 18 în Canada, primind, de asemenea, discul de platină din partea Recording Industry Association of America (RIAA) pentru cele peste un milion de exemplare vândute. La 14 octombrie 2016, rapperul american Machine Gun Kelly a lansat „Bad Things” împreună cu Cabello. Melodia a ajuns pe locul patru în Billboard Hot 100. Time.com a inclus-o pe cântăreață în topul celor mai influenți 25 adolescenți ai anului 2016.
La 25 ianuarie 2017, „Love Incredible”, o colaborare cu DJ-ul norvegian Cashmere Cat, a apărut în mod ilegal pe internet. Versiunea oficială a piesei a fost lansată la 16 februarie, fiind, de asemenea, inclusă pe albumul de debut a lui Cashmere, 9. Cabello a înregistrat „Hey Ma” împreună cu Pitbull și J Balvin pentru coloana sonoră a filmului Furios și iute 8. Versiunea în spaniolă a fost lansată la 10 martie 2017 în timp ce versiunea în engleză a fost lansată la 6 aprilie. Solista a colaborat, de asemenea, cu Major Lazer, Travis Scott și Quavo pentru melodia „Know No Better”. În luna mai a anului 2017, Cabello a anunțat faptul că viitorul album de debut, la acea vreme intitulat The Hurting. The Healing. The Loving., va fi „povestea călătoriei mele de la întuneric la lumină, de la o perioadă în care mă simțeam pierdută la una în care m-am regăsit din nou”. Primul single solo, „Crying in the Club”, a fost lansat la 19 mai 2017, urmat ulterior de o interpretare la ediția din 2017 a premiilor Billboard Music Awards. Cântecul s-a clasat pe locul 47 în Statele Unit. Cabello a fost act de deschidere în câteva concerte din cadrul turneului 24K Magic World Tour a lui Bruno Mars și a semnat, de asemenea, un parteneriat cu marca de îmbrăcăminte Guess pentru colecția de toamnă 2017.
Noile ședințe compunere și înregistrare pentru albumul solistei au fost influențate de succesul single-ului „Havana”, amânând astfel data originală de lansare. Melodia a ajuns pe locul unu în clasamentele din peste 15 țări din întreaga lume, inclusiv în Australia, România, Regatul Unit și Statele Unite. Intitulat Camila, albumul de debut este o înregistrare pop ce conține influențe latino și balade. Materialul discografic a fost lansat la 12 ianuarie 2018 și a debutat pe prima poziție a topului Billboard 200 din Statele Unite, fiind vândute peste 119,000 de unități în prima săptămână. Camila a pornit în primul ei turneu solo intitulat Never Be The Same Tour și va cânta, de asemenea, în deschiderea turneului lui Taylor Swift, Reputation Tour.

## Simțul artistic
Camila Cabello este în principal o cântăreață pop, puternic influențată de muzica latino. Albumul ei de debut conține totodată și elemente din R&B, reggaeton, dancehall și hip hop. Alejandro Fernández și Celia Cruz au fost descriși de solistă ca fiind principalele influențe latino pe care aceasta încearcă să le portretizeze în muzica ei. Aceasta a mai spus că a fost influențată de artiști precum Calle 13, J Balvin, Michael Jackson, Rihanna, Shakira, Ed Sheeran și Taylor Swift.

## Activități filantropice
La 28 februarie 2016, Cabello a anunțat faptul că a încheiat un parteneriat cu organizația Save the Children pentru a lansa o serie limitată de tricouri „Love Only” pentru a ajuta informarea în legătură cu accesul egal al fetelor la educație, asistență medicală și oportunități pentru a fi de succes. În iunie 2016, Cabello, producătorul Benny Blanco, precum și alți membri ai organizației nonprofit OMG Everywhere au ajutat la crearea single-ului caritabil „Power in Me”.
Cabello a lucrat, de asemenea, împreună cu organizația Children's Health Fund, dedicată furnizării de asistență medicală familiilor cu venituri mici, cu copii.
La sfârșitul anului 2017, Cabello s-a alăturat lui Lin-Manuel Miranda și alți cântăreți latino pentru cântecul „Almost Like Praying”, lansat spre a ajuta la strângerea de fonduri pentru populația din Puerto Rico afectată de uraganul Maria.

## Viața personală
Ea a început să se întâlnească cu cântărețul canadian Shawn Mendes în iulie 2019. Relația a provocat controverse, deoarece ambii au fost acuzați că au încercat să formeze o relație pentru publicitate, dar Mendes a insistat că „cu siguranță nu a fost o cascadorie publicitară”. Relația a fost confirmată după lansarea piesei lor „Señorita”. În noiembrie 2021, Cabello și Mendes și-au anunțat despărțirea.

## Discografie
Albume
- Camila (2018)
- Romance (2019)
- Familia (2022)
- C,XOXO (2024)

## Turnee
- Turneul Never Be the Same (2018–2019)
- Turne Yours, C (2025)